# Anna Godoy Contreras
Anna Godoy Contreras   (Barcelona, 21 d'octubre de 1992) és una esportista catalana que competeix en triatló.
S'inicià en la natació al Club Natació Barcelona, on es va formar com a esportista. Com a nedadora va obtenir diferents títols en campionats de Catalunya i Espanya, però va ser en 2007 que el seu pare i el seu germà l'animà a provar el triatló. Amb 16 anys, entrà a formar part del Centre de Tecnificació Esportiva Blume d'Esplugues. Durant la seva estada, aconsegueix ser campiona d'Espanya Junior de triatló i duatló i participa per primera vegada en el Campionat d'Europa en la seva categoria. Ha estat la primera triatleta espanyola a participar en els Jocs Olímpics d'Estiu de la Joventut de 2010 celebrats a Singapur. El 2015 va aconseguir la seva primera medalla internacional en una Copa d'Europa i en el seu palmarès inclou diversos top-5 en Copa del Món, un Campionat d'Espanya absolut en distància, una medalla de plata als Jocs de la Mediterrània del 2018 a Tarragona, i un quart lloc a la Copa del Món de Santo Domingo. Va guanyar dues medalles de plata en la Copa d'Europa de Triatló, totes dues a l'etapa disputada a Melilla, en els anys 2015 i 2016, i una medalla de plata als Jocs Mediterranis de 2018 a Tarragona 2018. La triatleta que estudia Comunicació a la Universitat Oberta de Catalunya (UOC), participà en els Jocs Olímpics d'Estiu de 2020, que se celebraren a Tòquio el 2021.